# Karacaören, Çay
Karacaören là một thị trấn thuộc huyện Çay, tỉnh Afyonkarahisar, Thổ Nhĩ Kỳ. Dân số thời điểm năm 2011 là 3.161 người.